# Pseudonapomyza
Pseudonapomyza is een geslacht van insecten uit de familie van de mineervliegen (Agromyzidae), die tot de orde tweevleugeligen (Diptera) behoort.

## Soorten
- P. atra (Meigen, 1830)
- P. balkanensis Spencer, 1973
- P. errata Zlobin, 1993
- P. europaea Spencer, 1973
- P. hispanica Spencer, 1973
- P. hobokensis Scheirs, 1996
- P. hungarica Spencer, 1973
- P. insularis Zlobin, 1993
- P. lacteipennis (Malloch, 1913)
- P. mohelnica Cerny, 1992
- P. moraviae Cerny, 1992
- P. odessae Cerny, 1998
- P. palavae Cerny, 1998
- P. palliditarsis Cerny, 1992
- P. spenceri Cerny, 1992
- P. spicata (Malloch, 1914)
- P. spinosa Spencer, 1973
- P. strobliana Spencer, 1973
- P. vota Spencer, 1973